# Cross Island, Nova Scotia
Cross Island är en ö i Kanada.   Den ligger i provinsen Nova Scotia, i den sydöstra delen av landet, 900 km öster om huvudstaden Ottawa. Arean är 1,7 kvadratkilometer.
Terrängen på Cross Island är mycket platt. Den sträcker sig 1,5 kilometer i nord-sydlig riktning, och 2,5 kilometer i öst-västlig riktning.